# Apethorpe
Apethorpe är en civil parish i Storbritannien. Den ligger i grevskapet Northamptonshire och riksdelen England, i den sydöstra delen av landet, 120 km norr om huvudstaden London. Antalet invånare är 133.